# Хорда (зоология)
Хо́рда (греч. χορδή — «струна́», спинна́я струна́, нотохо́рд) — длинный эластичный продольный тяж у хордовых животных; осевой скелет их предковых и некоторых современных форм. Тянется вдоль тела ниже центральной нервной системы и выше полости тела.
Во время эмбрионального развития хорда есть у всех хордовых. У большинства взрослых оболочников она исчезает, а у большинства взрослых позвоночных замещается позвоночником. На всю жизнь её сохраняют головохордовые, среди оболочников — аппендикулярии, среди позвоночных — круглоротые и некоторые рыбы: цельноголовые, лопастепёрые и осетровые.

## Функции
У животных, у которых во взрослом состоянии сохраняется хорда, она служит опорой тела при ундуляционном (с помощью волнообразных изгибов тела) плавании: она легко изгибается, а после расслабления сгибающих мышц распрямляется. Она не может укорачиваться, удлиняться или деформироваться ещё каким-либо образом, и поэтому не допускает излишних деформаций тела. Такие её свойства обеспечиваются плотной оболочкой из соединительной ткани, внутри которой находится полужидкое или жидкое (то есть несжимаемое) содержимое.
Хорду с прилегающей метамерной мускулатурой рассматривают как единый миохордальный комплекс. С хордой соединены миосепты — соединительнотканные перегородки, к которым крепятся миомеры, составляющие эту мускулатуру. Разделение мышц на миомеры даёт возможность их неодновременного сокращения (вдоль тела спереди назад пробегает волна, которая и обеспечивает ундуляционное движение), а тесная их связь с хордой повышает эффективность этого движения. Миохордальный комплекс рассматривают как эволюционное достижение, важное для дальнейшей эволюции хордовых; в её ходе он усложнялся и специализировался.
Кроме того, хорда служит эмбриональным индуктором, вызывающим развитие мозга и некоторых других органов. Этим объясняется её сохранение в эмбриональном развитии всех хордовых.

## Развитие и строение
Хорда возникает из мезодермы. Она всегда проходит стадию «стопки монет» (на которой состоит из больших дисковидных клеток, лежащих одна за другой). Впоследствии она приобретает у разных животных разное строение:
- у ланцетников сохраняется «стопка монет» из клеток с большими вакуолями. В отличие от всех остальных хордовых, у ланцетника в хорде (в этих же клетках) есть миофибриллы; они направлены горизонтально поперёк хорды и стягивают боковые стороны её оболочки[2][6];
- у оболочников хорда становится трубочкой, заполненной жидкостью[2];
- у позвоночных хорда образована клетками с большими вакуолями («стопка монет» уже не наблюдается: поперечное сечение проходит через много клеток)[2].

У оболочников хорда обычно есть только в хвосте личинок (откуда их альтернативные названия «хвостохордовые» и «личиночнохордовые»), у головохордовых доходит до переднего конца тела (откуда название), а у позвоночных — до гипофиза.
У рыб, земноводных и рептилий остатки хорды сохраняются между телами или внутри позвонков, у млекопитающих образуют студенистое ядро межпозвоночных дисков, а у птиц исчезают совсем.

## Гомологи и аналоги
Самые похожие на хорду органы за пределами типа хордовых наблюдаются у полухордовых: это выросты кишки стомохорд (на спинной стороне в хоботке) и пигохорд (на брюшной стороне в туловище). Как и хорда, они упругие, состоят из вакуолизированных клеток и, видимо, выполняют опорную функцию. Некоторые авторы называли стомохорд, как и хорду, нотохордом. Но, судя по данным об экспрессии генов в этих структурах и по их расположению относительно других органов, они не гомологичны хорде.
Существует предположение, что хорде гомологична брюшная продольная мышца многих первичноротых и, возможно, кишечнодышащих, названная авторами этого предположения аксохордом. В пользу этой гомологии говорят данные об экспрессии генов, а также о расположении и развитии этого органа.

## Использование
Хорда осетровых, известная как визига или вязига, используется в пищу.